# Federação de Noruega de Judô
A Federação de Noruega de Judô - NJF (norueguês :  Norges Judoforbund ) é uma federação desportiva norueguesa regulando o judô em Noruega. Tem sido criada em 1967. 
O presidente é Vibeke Thiblin desde 2009.
O vice-presidente é Harald Monsen.
O sede da federação é Oslo.
A Federação de Noruega de Judô é filiada ao organismo internacional (International Judo Federation).

## Organização
- presidente: Vibeke Thiblin
- vice-presidente: Harald Monsen
- secretario geral: Kristoffer Halmøy

## Judocas noruegueses
- Mette Johanssen (nascido em 1989)
- Martin Thiblin

## Ligações internas
- Noruega
- Judô

## Ligaçőes externas
- Norges Judoforbund (em norueguês)